# Leitenant-Iljin-Klasse
Die Leitenant-Iljin-Klasse war eine Klasse russischer Zerstörer der Baltischen Flotte des zaristischen Russland, die an dem Entwurf des Prototyp-Bootes Nowik orientiert, im Gefolge des im Juni 1912 für die Ostsee bewilligten Kleinen Schiffbauprogramms 1912 auf Ostsee-Werften bestellt und dort gebaut wurden.

Acht Boote wurden begonnen, aber nur zwei kamen noch zur Kaiserlich Russischen Marine. 1917 konnte noch ein weiteres Boot fertiggestellt werden. Zwei weitere Boote wurden erst 1927/1928 für die sowjetische Marine fertiggebaut.

Aus in Deutschland gefertigten und beschlagnahmten Teilen entstanden bei Blohm & Voss sechs Torpedoboote für die deutsche Kaiserliche Marine.

## Entwurf

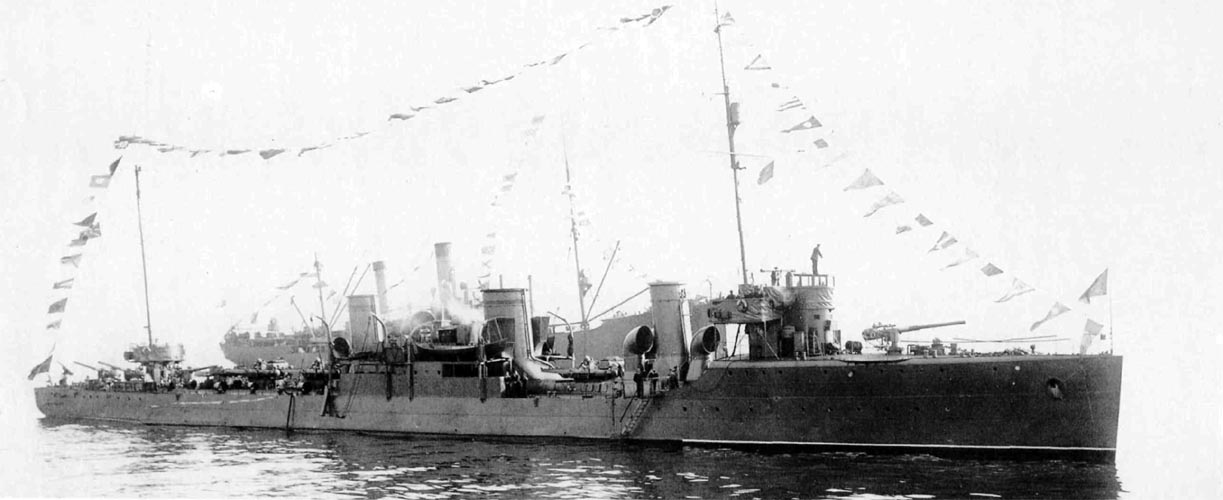
Sowjetischer Zerstörer Lenin ex-Kapitan Iszylmedew

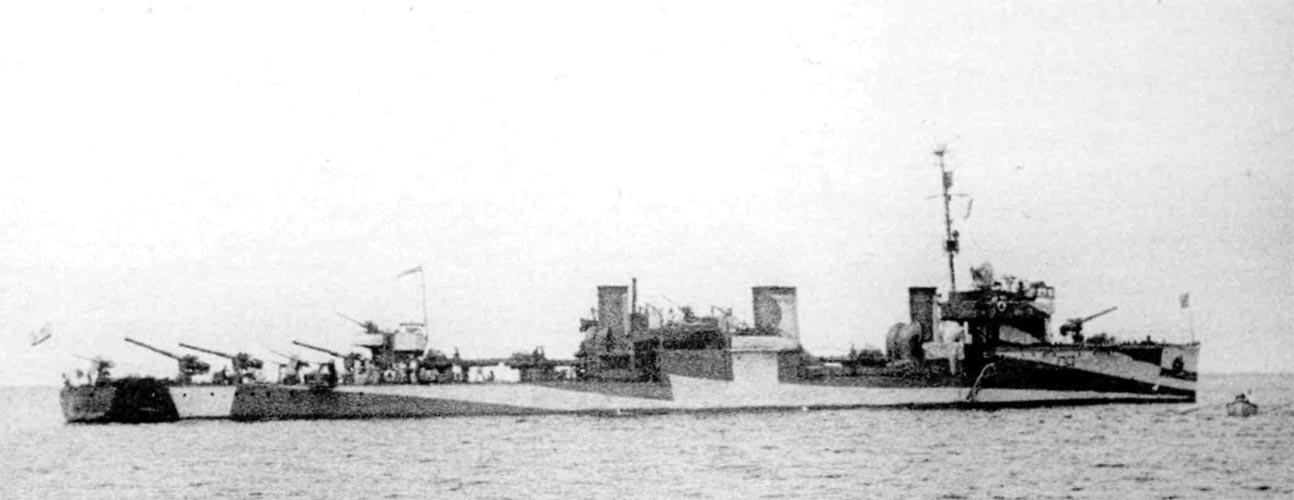
Sowjetischer Zerstörer Walerian Kuibyschew ex-Kapitan Kern

Gegenüber der Nowik war der Entwurf etwas verkleinert worden. Die Plänen wurde mit Hilfe der deutschen Werft Blohm & Voss in Hamburg erstellt, die an der Putilow-Werft finanziell beteiligt war und sich zugleich verpflichtet hatte, beim Projektieren und beim Bau von Kriegsschiffen technische Hilfe zu leisten.
Die Boote wurden im Oktober 1912 bestellt und zwischen Oktober 1913 und November 1914 bei der Putilow-Werft in St. Petersburg auf Stapel gelegt. Zur schnelleren Realisierung des Baus der Leitenant-Iljin-Klasse wurden bei Blohm & Voss auch die Turbinen- und Kesselanlagen bestellt. Diese verfielen nach Ausbruch des Ersten Weltkriegs der Beschlagnahme, wobei Blohm & Voss im August 1914 dem Reichsmarineamt anbot, unter Verwendung dieser und der Pläne zwei Boote zu bauen. Dieses Angebot wurde im Oktober 1914 und im Januar 1915 nochmals wahrgenommen und die Werft baute für die Kaiserliche Marine die Großen Torpedoboote des Typs SMS B 97, die sich in Größe und Leistung eng an der Leitenant-Iljin-Klasse orientierten.

## Namengebung
Alle Boote wurden nach gefallenen russischen Marineoffizieren benannt, die in der russischen Marinegeschichte große Vorbildwirkung besaßen.

## Boote und Schicksale
| Schiff                                                                                      | Kiellegung | Stapellauf | in Dienst  | Bemerkung |
| ------------------------------------------------------------------------------------------- | ---------- | ---------- | ---------- | --- |
| Leitenant Iljin, Garibaldi, Trotzki, Woikow                                                 | 18.06.1913 | 15.11.1914 | 30.11.1916 | Das Boot wurde am 3. Juli 1919 in Garibaldi, am 31. Dezember 1922 in Trotzki und am 14. Februar 1928 in Woikow umbenannt. Im Jahr 1936 wurde es zur Pazifikflotte überführt. Die Außerdienststellung war am 26. November 1953 unter Umbenennung in Hulk PKZ 52. Ab 28. August 1956 Beginn des Abwrackens. |
| Kapitan Isylmetjew, Lenin                                                                   | 18.06.1913 | 21.10.1914 | 10.07.1916 | Das Boot wurde am 31. Dezember 1922 in Lenin umbenannt und am 22. Juni 1941 nicht fahrbereit in Liepāja gesprengt und selbstversenkt. |
| Kapitan Kingsbergen, Kapitan 1-wo ranga Miklucho-Maklai, Spartak, Wambola, Almirante Villar | 28.09.1913 | 14.08.1915 | 12.12.1917 | Das Boot wurde noch während des Baus am 9. Juni 1915 in Kapitan 1-wo ranga Miklucho-Maklai umbenannt und erst nach der Oktoberrevolution in Dienst gestellt. Am 18. Dezember 1918 erfolgte die Umbenennung in Spartak, am 26./27. Dezember 1918 erfolgte, während eines Vorstoßes nach Reval, die Kapitulation vor einem britischen Verband. Diese übergab es Estland unter Umbenennung in Wambola am 3. Januar 1919. Weiterverkauf an Peru am 30. Juni 1933 unter Umbenennung in Almirante Villar. Außerdienstgestellt und abgewrackt 1954. |
| Kapitan Kern, Rykow, Walerian Kuibyschew                                                    | 05.12.1913 | 28.08.1915 | 15.10.1927 | Der Bau des Bootes wurde während des Krieges eingestellt. Unfertig wurde es am 31. März 1925 in Rykow umbenannt und später, am 13. Februar 1937, nochmals in Walerian Kuibyschew umbenannt. Die Außerdienststellung erfolgte am 12. Dezember 1956. 1957–58 in Archangelsk abgewrackt. |
| Kapitan Belli, Karl Liebknecht                                                              | 28.07.1913 | 23.10.1915 | 3.08.1928  | Der Bau des Bootes wurde während des Krieges eingestellt. Unfertig wurde es am 13. Juli 1926 in Karl Liebknecht umbenannt. Die Außerdienststellung erfolgte am 3. April 1956 unter Umbenennung in Hulk PPR 63. |
| Leitenant Dubassow                                                                          | 28.07.1913 | 9.09.1916  | -          | Der Bau des Bootes wurde während des Krieges eingestellt. Unfertig wurde es 1924 abgewrackt. |
| Kapitan Konon Sotow                                                                         | 4.12.1913  | 23.10.1915 | -          | Der Bau des Bootes wurde während des Krieges eingestellt. Unfertig wurde es 1923 abgewrackt. |
| Kapitan Kroun                                                                               | 28.11.1914 | 26.07.1916 | -          | Der Bau des Bootes wurde während des Krieges eingestellt. Unfertig wurde es 1923 abgewrackt. |